# Bruckhof (Abensberg)
Bruckhof ist die Wüstung eines Gemeindeteils der Stadt Abensberg im Landkreis Kelheim.
Die Einöde Bruckhof lag etwa drei Kilometer südöstlich von Abensberg an der Querung der heutigen Kreisstraße KEH 7 über den Sallingbach.

## Geschichte
Bei der Schlacht bei Abensberg fand am 20. April 1809 zwischen Gaden und dem Bruckhof bzw. Lehen Kampfgeschehen statt. Bruckhof gehörte zuerst zur Gemeinde Aunkofen und kam 1939 bei der Eingemeindung von Aunkofen zur Stadt Abensberg. Im Jahr 1950 gab es in dem einzigen Wohngebäude der Einöde 25 Einwohner.  Bei der Volkszählung 1961 war der Ort bereits abgebrochen. 1972 war Bruckhof auch als Gemeindeteil aufgehoben.